# Ferdinand von Gülich
Stein Karl Ferdinand von Gülich (* 20. Oktober 1871 in Caracas, Venezuela; † 29. Oktober 1970 in Wiesbaden) war ein deutscher Diplomat.

## Familie
Er war Angehöriger der Familie Gülich. Seine Eltern waren der Diplomat Friedrich von Gülich und dessen Ehefrau Auguste, geb. Schwabe. Zu seiner Geburt war sein Vater als Legationsrat Generalkonsul und Geschäftsträger des Norddeutschen Bundes für Venezuela in Caracas. Ferdinand von Gülich heiratete 1921 Irene geb. Voigt. Zusammen hatten sie eine Tochter und einen Sohn.

## Werdegang
Nach dem Besuch des humanistischen Gymnasiums Diltheyschule in Wiesbaden absolvierte von Gülich von 1887 bis 1890 ein kaufmännisches Volontariat in Hamburg und Paris, bevor er 1892 sein Abitur in Hanau ablegte.
1892 bis 1895 studierte er Jura in Heidelberg, Göttingen und Berlin. 1896 machte er sein Referendarexamen und wurde 1897 zum Dr. jur. promoviert. Seit 1896 war er Referendar im preußischen Justizdienst und schloss seine Ausbildung 1901 mit dem Assessorexamen ab.
1902 trat von Gülich die konsularische Laufbahn im Auswärtigen Dienst an. 1903 wurde er Vizekonsul in Le Havre und übernahm 1904 die kommissarische Leitung des Generalkonsulats im brasilianischen Porto Alegre. Von Juni 1905 bis Juni 1907 war er kommissarischer Leiter des Vizekonsulats in Rio Grande do Sul.
Am 1. Juni 1904 wurde er in Berlin gemeinsam mit seinem Bruder, dem preußischen Hauptmann und Batteriechef im Reserve-Feldartillerie-Regiment Nr. 19 Alfred (1883–1915) in den Adelsstand erhoben.
Ab 1907 folgten mehrere Referatsverwendungen im Auswärtigen Amt in Berlin. 1908 wurde von Gülich zum Legationsrat, 1914 zum Wirklichen Legationsrat und Vortragenden Rat und 1918 zum Geheimen Legationsrat befördert.
1919 übertrug man ihm die Leitung des Sonderreferats E ‚Etiketten- und Zeremonialsachen’, das in der Zeit der Monarchie vor 1918 vom königlich-preußischen Oberhofmarschallamt wahrgenommen wurde. Im Zuge der Schüler'schen Reform wurde sein Sonderreferat 1923 aus der Zentralabteilung des Auswärtigen Amts herausgenommen, er wurde als Ministerialdirigent direkt dem Staatssekretär unterstellt. „Obgleich er [seit 1924] den Amtstitel eines «außerordentlichen Gesandten und Bevollmächtigten Ministers» innehatte, war er in gewisser Weise «Mädchen für alles». Hauptsächlich kam ihm die Aufgabe zu, den repräsentativen, formellen Verkehr mit dem Diplomatischen Korps [...] zu regeln.“ 1925 wurde von Gülich als Gesandter nach Luxemburg versetzt. Sein Nachfolger im Sonderreferat E wurde der spätere deutsche Botschafter in Paris Roland Köster. 1926 trat von Gülich eine Stelle als Generalkonsul in Amsterdam an, 1928 erfolgten seine Versetzung in den einstweiligen Ruhestand.
1933 wurde er regulär pensioniert. Er wohnte bis zu seinem Tod 1970 im Nerotal in Wiesbaden.